# Mala sangre (The X-Files)
«Bad Blood» es el duodécimo episodio de la quinta temporada de la serie de televisión estadounidense de ciencia ficción The X-Files. Escrito por Vince Gilligan, dirigido por Cliff Bole y con apariciones especiales de Luke Wilson y Patrick Renna, se emitió en los Estados Unidos el 22 de febrero de 1998 por la cadena Fox. El episodio es una historia del «monstruo de la semana», desconectada de la mitología más amplia de la serie. El episodio recibió una calificación 12,0 y fue visto por 19,25 millones de espectadores. Además, «Bad Blood» recibió críticas en gran medida positivas, y muchos críticos elogiaron el humor del episodio.
El programa se centra en los agentes especiales del FBI Fox Mulder (David Duchovny) y Dana Scully (Gillian Anderson) que trabajan en casos relacionados con lo paranormal, llamados expedientes X. Mulder cree en lo paranormal, mientras que la escéptica Scully ha sido asignada para desacreditar su trabajo. En este episodio, Mulder y Scully deben informar a su supervisor, el subdirector Walter Skinner (Mitch Pileggi), después de que Mulder mata a un joven que cree que es un vampiro. Después de que cada uno recuerda sus opiniones sobre el evento, se dan cuenta de que tienen recuerdos muy diferentes de la investigación.
«Bad Blood» se inspiró en un episodio de The Dick Van Dyke Show en el que los personajes principales cuentan diferentes versiones de una pelea que tuvieron. Según el análisis crítico del episodio, «Bad Blood» explora la dinámica de la relación entre Mulder y Scully. Además, algunos académicos argumentan que al contar Scully la historia desde una perspectiva opuesta a la de Mulder, el episodio subvierte la mirada masculina (el concepto de que las películas tienden a atender a los espectadores y perspectivas masculinos). Los coordinadores de maquillaje y efectos especiales del episodio utilizaron varias técnicas para crear muchos de los efectos que se ven en el episodio, como los dientes de vampiro, los ojos brillantes y las marcas de mordeduras.

## Argumento
Una noche, Fox Mulder (David Duchovny) mata a un joven que Mulder cree que es un vampiro, pero que tiene dentaduras postizas puntiagudas en lugar de colmillos reales. Posteriormente, él y su compañera del FBI, la agente especial Dana Scully (Gillian Anderson) deben informar al subdirector Walter Skinner (Mitch Pileggi). Antes de hacerlo, intentan aclarar sus historias.
Scully cuenta su versión de la historia a través de un flashback del día anterior. Ella llega al trabajo y Mulder le cuenta sobre un asesinato en Texas, que él cree que es obra de vampiros. En su versión, Mulder es exuberante, insensible e irritante, mientras que ella está tranquila y atenta a sus pensamientos. Los agentes viajan al pequeño pueblo de Chaney, Texas, donde conocen al Sheriff Hartwell (Luke Wilson), a quien Scully encuentra muy encantador. Mulder y Hartwell se van para investigar más a fondo mientras Scully realiza la autopsia del cuerpo. Descubre que la víctima, cuya última comida había sido pizza, fue incapacitada con hidrato de cloral. Ella regresa a la habitación del motel y pide una pizza, pero Mulder pronto aparece y la envía de regreso a la autopsia de otro cuerpo. Ella lo deja justo cuando le entregan la comida. Cuando descubre que la segunda víctima también había ingerido hidrato de cloral en una pizza, se da cuenta de que Mulder está en peligro y regresa a la habitación del motel. Lo encuentra a punto de ser atacado por el repartidor de pizzas, Ronnie Strickland (Patrick Renna). Ella le dispara a Ronnie, quien corre hacia el bosque. Cuando ella lo alcanza, Mulder llega primero y clava una estaca en el corazón de Ronnie.
Mulder le cuenta a Scully su versión. Según recuerda, él es sensible y cortés con Scully, mientras que ella es desdeñosa e irritable, y está claramente enamorada del sheriff Hartwell (quien, en la versión de Mulder, es mucho menos refinado y tiene unos dientes saltones obvios). Mientras Scully realiza la autopsia, Mulder y Hartwell reciben una llamada para ir al parque de casas rodantes local, donde hay «una situación». Encuentran otro cadáver, aparentemente víctima del mismo atacante. Mulder regresa a la habitación del motel; después de que Scully se ha ido, come su pizza y se da cuenta de que lo han drogado. Ronnie entra, con ojos verdes brillantes, y se prepara para atacar a Mulder, pero Mulder logra posponer su muerte esparciendo semillas de girasol por todo el piso, que Ronnie comienza a recoger compulsivamente. Scully entra y le dispara a Ronnie, pero las balas no tienen efecto y Ronnie sale corriendo con Scully persiguiéndolo. Mulder se recupera de haber sido drogado y persigue a Ronnie.
De vuelta en la oficina, Scully dice que nadie creerá su historia dadas sus declaraciones divergentes y el hecho de que aparentemente Ronnie era un ser humano. Mientras tanto, un forense de Texas se prepara para realizar una autopsia al cuerpo de Ronnie. Cuando quita la estaca, Ronnie se despierta y escapa. Skinner envía a Mulder y Scully de regreso a Texas para investigar. Scully vigila el cementerio con el sheriff Hartwell, mientras Mulder va al parque de casas rodantes. Mientras esperan, el alguacil Hartwell le da a Scully una bebida caliente, se disculpa con ella en nombre de Ronnie y dice que los hace quedar mal a todos, dejando en claro que él también es un vampiro. Scully se da cuenta tardíamente de que la han drogado y, antes de perder el conocimiento, ve que los ojos del sheriff Hartwell se vuelven verdes.
En el parque de casas rodantes, Mulder encuentra a Ronnie. Mientras trata de arrestarlo, Mulder está rodeado y abrumado por un grupo de personas con ojos verdes brillantes. Se despierta a la mañana siguiente en el parque de casas rodantes, en su automóvil, donde Scully se reúne con él. Ambos están ilesos y los vampiros han desaparecido. De vuelta en Washington, entregan su informe unificado a Skinner, quien se queda estupefacto por lo que ha escuchado.

## Producción

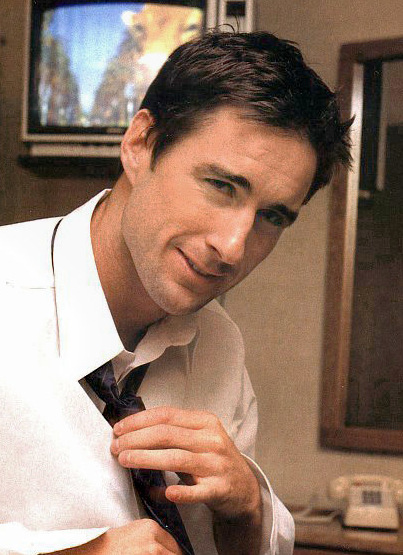
Luke Wilson apareció en este episodio como el Sheriff Hartwell.

### Escritura y rodaje
«Bad Blood» fue escrito por Vince Gilligan, por lo que es su quinto crédito como escritor de la temporada. Consciente de que el guion de un episodio debía estar listo después de las vacaciones de Navidad de 1997, había estado trabajando en un guion que habría tomado la forma de un episodio de Unsolved Mysteries, con actores desconocidos interpretando a Mulder y Scully y Robert Stack apareciendo en su papel de narrador. Bajo la presión de completar el guion, Gilligan descartó la idea porque «simplemente no sabía cómo hacerlo». (La serie luego exploraría la idea de un cruce de X-Files bajo la apariencia de no ficción con el episodio de la séptima temporada «X-Cops», también escrito por Gilligan.)
Con la ayuda del productor ejecutivo Frank Spotnitz, a Gilligan se le ocurrió una nueva idea inspirada en un episodio de The Dick Van Dyke Show, llamado «The Night the Roof Fell In», en el que los personajes principales, Rob y Laura Petrie, cuentan diferentes versiones de una pelea que han tenido. Gilligan dijo sobre la idea: «Simplemente pensé que era una forma genial de contar una historia». Con dos versiones de la misma historia ocupando gran parte del episodio, Gilligan sabía que tendría que mantener la trama simple, por lo que se decidió por una historia de vampiros que todos pudieran seguir fácilmente. Las versiones únicas del episodio de Mulder y Scully fueron filmadas una al lado de la otra, utilizando «exactamente los mismos escenarios y ángulos de cámara». El parque de casas rodantes que apareció en el episodio se encontraba en el sitio de un antiguo aserradero que se había incendiado; de hecho, este molino había sido utilizado por el programa en el episodio de la cuarta temporada «Gethsemane».

### Reparto y efectos
Luke Wilson fue elegido para interpretar al Sheriff Hartwell; anteriormente había protagonizado la película de comedia Home Fries (1998), que había sido escrita por Vince Gilligan. El comediante y actor local de Vancouver Brent Butt interpretó al forense. Patrick Renna interpretó a Ronnie Strickland. Dijo sobre el papel: «Antes de comenzar, pregunté si Ronnie estaba fingiendo ser un idiota. [Los escritores y productores] me dijeron: “No. En realidad es solo un idiota”».
La casa rodante fuera de control fue creado por el coordinador de efectos especiales del programa, David Gauthier; se instaló un volante secundario para que un doble de acción pudiera conducir el automóvil desde la parte trasera del vehículo, fuera de la vista de la cámara. A Wilson y Renna se les colocaron dientes de vampiro falsos, que fueron sarcásticamente etiquetados como «colmillos divertidos», cortesía del coordinador de maquillaje de efectos especiales, Toby Lindala. Wilson contó más tarde que encajaban cómodamente en la boca del actor y reflexionó: «Los retenedores que tuve que usar cuando era niño nunca me quedaron tan bien». Para crear los ojos verdes brillantes de los vampiros, se pegó material fluorescente a los párpados de los actores. Sin embargo, debido a que no podían ver, esto les dio a los vampiros una mirada «algo vacía». Los cadáveres con marcas de colmillos fueron creados por la maquilladora Laverne Basham. Para crear un modelo adecuado para las marcas de mordeduras, Gilligan se mordió el dorso de la mano «para mostrarle [a Basham] exactamente lo que quería».

## Temas
Según Susanne Kord y Elisabeth Krimmer, «Bad Blood» explora la dinámica de la relación entre Mulder y Scully «desarrollando el potencial disfuncional de [sus] interacciones rutinarias». En «Scully Hits the Glass Ceiling: Postmodernism, Postfeminism, Posthumanism and The X-Files», Linda Badley sugiere que The X-Files a menudo subvierte el concepto de la mirada masculina a lo largo de toda la serie y «Bad Blood» incluye una ejemplo de esto, permitiendo que Scully sea la que mire al Sheriff Hartwell.
Michelle Bush, en su libro Myth-X, describió el episodio como algo que le permite al espectador «echar un vistazo dentro de las cabezas [de Mulder y Scully]» al mostrar cómo se ven a sí mismos y a los demás, así como «sus inseguridades sobre su atractivo para el otro». El título «Bad Blood» se puede aplicar a la tensión entre los dos personajes del episodio. Describió cómo en cada una de sus historias intentan describirse a sí mismos de la forma en que el otro los encontraría atractivos.

## Recepción

### Audiencia
«Bad Blood» se emitió por primera vez en los Estados Unidos el 22 de febrero de 1998, en la cadena Fox. En su emisión original, fue visto por 19,25 millones de espectadores, según el sistema  Nielsen ratings. Recibió una calificación de 12,0/17 de participación entre los espectadores, lo que significa que el 12,0 por ciento de todos los hogares en los Estados Unidos, y el 17 por ciento de todas las personas que miraban televisión en ese momento, vieron el episodio. El episodio fue uno de los ocho presentados en Revelations, un DVD lanzado antes del lanzamiento de la película de 2008, The X-Files: I Want to Believe.

### Reseñas
«Bad Blood» recibió críticas en gran parte positivas de los críticos. En una crítica de 2000 de la quinta temporada para New Straits Times, Francis Dass calificó el episodio como «una joya absoluta. El episodio de X-Files más hilarante que he visto». Rebecca Traister de Salon.com lo llamó «posiblemente el mejor episodio de X-Files de todos los tiempos». En una reseña de 2008 del DVD Revelations, que contenía «Bad Blood», Erik Henriksen de The Portland Mercury elogió la forma en que los escritores «lograron modificar sus fórmulas de género» y dijo sobre el episodio: «Es ingenioso, rápido y cuenta con una gran actuación de Luke Wilson». En una reseña de Revelations para el Reading Eagle, Gina McIntyre calificó el episodio como «un riff hilarante sobre cómo [Mulder y Scully] se ven el uno al otro». Zack Handlen de The A.V. Club escribió una reseña positiva de lo que describió como uno de sus «cinco X-Files favoritos». Llamó al guion «muy inteligente» y comparó la historia con la trama de Rashomon. Dijo: «Sí, “Bad Blood” puede ser una tontería, pero es un buen tipo de tontería, del tipo que hace agujeros en los personajes de maneras que los hacen más adorables». Robert Shearman y Lars Pearson, en su libro Wanting to Believe: A Critical Guide to The X-Files, Millennium & The Lone Gunmen, calificaron el episodio con cinco estrellas de cinco y escribió «¡Así es como se cuenta una historia de vampiros!» Los dos elogiaron el uso del humor de Gilligan, así como el examen del episodio de los diferentes puntos de vista de Mulder y Scully. Shearman y Pearson notaron que «el truco aquí no es sobrenatural, sino estructural», y llamaron al dispositivo de encuadre del episodio «hecho sutilmente», lo que resultó en su «brillantez». El sitio web de reseñas IGN lo nombró el séptimo mejor episodio independiente de X-Files de toda la serie. Rob Bricken de Topless Robot nombró a «Bad Blood» el episodio más divertido de X-Files. Un artículo en The Montreal Gazette incluyó a «Bad Blood» como el noveno mejor episodio independiente de la serie. Tom Kessenich, en su libro Examinations: An Unauthorized Look at Seasons 6–9 of the X-Files,  nombró el episodio como uno de los «25 mejores episodios de todos los tiempos» de The X-Files, clasificándolo en el número 19. Llamó al episodio «un archivo X satírico en su máxima expresión». La escritora de Den of Geek, Juliette Harrisson, lo nombró el «mejor» episodio independiente de la quinta temporada y escribió, «por pura diversión y alegría narrativa, el ganador tiene que ser “Bad Blood”».
No todas las críticas fueron tan entusiastas. Paula Vitaris de Cinefantastique le dio al episodio una crítica más mixta y le otorgó dos estrellas y media de cuatro. Aunque disfrutó de los elementos cómicos del episodio, criticó un poco los problemas subyacentes, sobre todo la forma en que Mulder y Scully se veían en el episodio. Ella escribió que «su relación parece ser extrañamente pasivo-agresiva». Vitaris también criticó el hecho de que Mulder no era culpable por el hecho de que pudo haber matado a un joven inocente.
Gillian Anderson ha descrito «Bad Blood» como uno de sus favoritos de la serie, comentando «¡Oh, sí! Me encantó ese episodio. En lo que a mí respecta, es uno de los mejores. Creo que realmente mostró lo bien que David y yo podemos trabajar juntos».